# Vlny
Vlny (původním pracovním názvem Velmi krátké vlny) jsou český hraný film režiséra Jiřího Mádla z roku 2024 na pozadí událostí pražského jara a následné invaze vojsk Varšavské smlouvy. Děj se zaměřuje na zaměstnance Československého rozhlasu v letech 1967–1968 a sleduje zejména osudy bratrů Tomáše a Pavla Havlíkových. Světovou premiéru měl na filmovém festivalu v Karlových Varech. Titulní píseň „Vlny“ složila a nazpívala Ewa Farna.
Česká filmová a televizní akademie 10. září 2024 Vlny zvolila českým kandidátem na Oscara za nejlepší cizojazyčný film z třinácti celovečerních snímků. Do užšího 15členného oscarového výběru pak postoupily 16. prosince 2024 z 85 světových soutěžních filmů. V roce 2024 se Vlny staly nejnavštěvovanějším filmem v Česku s téměř 886 000 diváky. Film získal cenu Satellite Awards v kategorii Nejlepší cizojazyčný film.

## Děj
Film sleduje příběh mladého technika Tomáše Havlíka (Vojtěch Vodochodský), který se v druhé polovině 60. let, v období politického uvolňování před Pražským jarem, náhodou dostává do prestižní Redakce mezinárodního života Československého rozhlasu. V ní se setkává s významnými novináři jako Milan Weiner (Stanislav Majer), Věra Šťovíčková (Táňa Pauhofová), Jiří Dienstbier (Vojtěch Kotek), Luboš Dobrovský (Martin Hofmann), Jan Petránek (Petr Lněnička) či Ludvík Čermák (Jacob Erftemeijer).  
Tomáš, který se po smrti rodičů stará o svého mladšího bratra Pavla (Ondřej Stupka), se zprvu zajímá především o to, jak oba uživit a ochránit. Brzy je však vtažen do nebezpečného světa po absolvování Weinerova konkurzu, konkrétně do Československého rozhlasu kde se redaktoři snaží přinášet nezávislé zprávy navzdory tlaku tajné služby. Začne tam pracovat jako technik. S tím, jak se politická situace vyostřuje, je Tomáš nucen čelit složitým morálním volbám, kdy musí rozhodnout mezi loajalitou k bratrovi a věrností pravdě. 
Redaktoři se dostávají ke kompromitujícím nahrávkám, které mají v úmyslu odvysílat, ale než cokoliv stihnou, jsou pronásledování tajnou službou. Primární cíl je Tomáš Havlík, jelikož jeho bratr je zapletený do odporu proti režimu. Tomáš je nucen spolupracovat s tajnou službou a donášet na své kolegy. Informuje je o jedné nahrávce, kterou najdou na silvestrovském večírku, kterého se účastní všichni redaktoři. Věra Šťovíčková správně vydedukuje, že ten, kdo jim to řekl, je Tomáš, ale neprozradí to ostatním. 
Hoffmann, ředitel Ústřední správy spojů, si jedné noci zavolá Tomáše Havlíka do své kanceláře, kterého informuje o skutečnosti, že během několika hodin vpadnou do Prahy vojska Varšavské smlouvy a požádá ho o odvysílání nepravdivé zprávy, že se jedná o pomoc v boji proti fašismu v Československu. Tomáš váhá, načež mu Hoffmann pohrozí, že jestli odvysílají cokoli jiného, vypne rozhlas. Rychle běží domů, kde přikáže Pavlovi, aby se sbalil a neprodleně odjel. Reptá, ale poslechne. 
V rekordním čase redaktoři uvedou rozhlas do provozu a informují lidi, že Československo bylo napadeno. Následně rozhlas přestane vysílat, protože Hoffmann rozhlas vypne. Přes vysílač Liblice je vysílání obnoveno. Zanedlouho vojska dorazí až k budově rozhlasu a vniknou do budovy - je jasné, že během chvíle napadnou i jejich studio, které je v horních patrech a poté, co se tak skutečně stane, jsou vyhnáni z budovy, kromě Tomáše, který se jim takticky vyhnul. 
Redaktoři se rozbíhají do provizorních studií po Praze, odkud vysílají "na drátě" dál. Tomáš setrvává ve studiu, to aby udržoval vysílání v provozu dokud nebude zprovozněna armádní spojovna. Je dopaden. Rozhlas stále běží, čehož si nikdo nevšimne, jelikož systém vypadá, že je vypnutý. Přes zakódovanou řeč komunikuje s ostatními redaktory do doby, než dostane instrukce odpojit hlavní budovu a rychle zmizet, protože armádní spojovna je v provozu. Využije nepozornosti vojáka, který je rozptýlen alkohol popíjejícím Hrabským. Uteče a běží rovnou do jednoho z improvizovaných studií. 
Film končí kapitulací a návratem Pavla domů.  
Film, inspirovaný skutečnými událostmi, zachycuje boj redakce Československého rozhlasu o zachování svobody slova v období od stávky studentů na Strahově přes Pražské jaro po srpnovou invazi vojsk Varšavské smlouvy v roce 1968.

## Obsazení
| Vojtěch Vodochodský | technik Tomáš Havlík       |
| Táňa Pauhofová      | Věra Šťovíčková            |
| Stanislav Majer     | Milan Weiner               |
| Vojtěch Kotek       | Jiří Dienstbier            |
| Martin Hofmann      | Luboš Dobrovský            |
| Petr Lněnička       | Jan Petránek               |
| Jacob Erftemeijer   | Ludvík Čermák              |
| Tomáš Maštalír      | Karel Hoffmann             |
| Jan Novotný         | Antonín Novotný            |
| Theo Jacques        | Waldemar Matuška           |
| Matyáš Řezníček     | Karel Jezdinský            |
| Hana Kusnjerová     | Marie Weinerová            |
| Jan Nedbal          | Zdeněk Šimr                |
| Igor Bareš          | Hrabský, ředitel rozhlasu  |
| Marika Šoposká      | sekretářka Jarunka         |
| Ondřej Stupka       | Pavel Havlík, bratr Tomáše |
| Tomáš Weber         | student Holenda            |
| Daniel Tůma         | student Karásek            |
| Petr Halíček        | technik Jaroslav Pavelka   |
| René Šmotek         | technik Houška             |
| Petr Buchta         | technik Skácel             |
| Jan Teplý           | příslušník StB Burda       |
| Ondřej Volejník     | příslušník StB Dalecký     |

## Natáčení

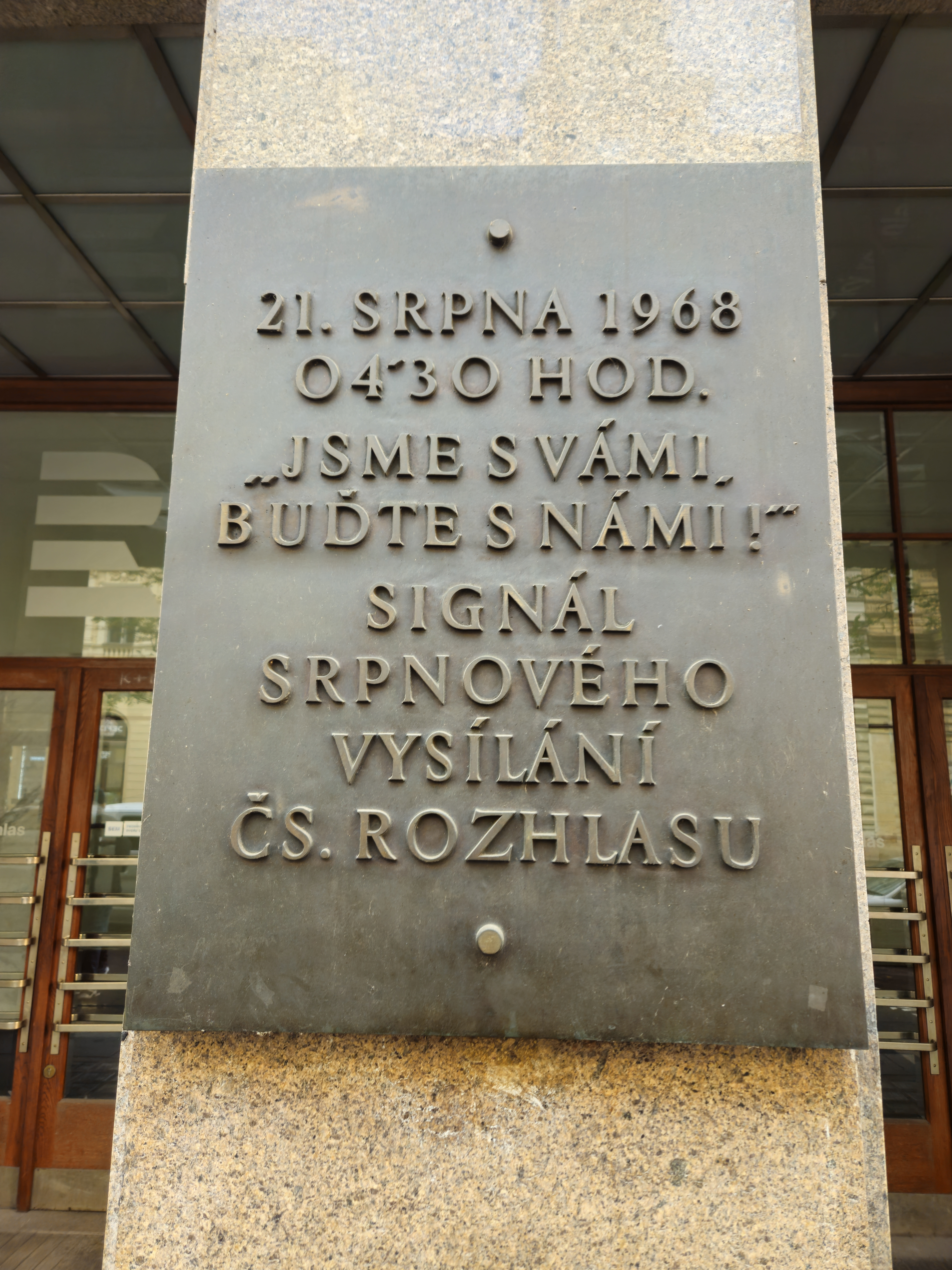
Tento známý citát ve filmu taktéž zazní.

Na tématu filmu se začalo pracovat v roce 2009, ale průzkum tématu filmu začal až v roce 2015 a přípravy zabraly 4 roky. Natáčení filmu proběhlo v květnu 2023 v Praze na Letné  a natáčelo se např: v budově Českého rozhlasu Plzeň, Jaroměři, u Chocerad nebo na Slovensku. Poslední klapka padla 13. listopadu 2023 na Malé Straně  a 5. dubna 2024 se začala nahrávat hudba filmovým orchestrem.
Nejnáročnější při přípravách filmu bylo hledání herce pro postavu tehdejšího ředitele spojů Karla Hoffmanna. Sám Jiří Mádl uvažoval, že by postavu zahrál sám, ale byl prý na to příliš mladý, nakonec obsadil k plné spokojenosti Tomáše Maštalíra. Jako první byl obsazen Martin Hofmann, který podle svých slov přijal roli novináře a prvního ministra obrany Luboše Dobrovského minutu poté, co mu byla role nabídnuta a stalo se to telefonicky, kdy řídil auto.

## Hudba
Původní hudbu k filmu složil Simon Goff, nahrál ji Symfonický orchestr Českého rozhlasu s dirigentkou Michaelou Rózsou Růžičkovou. Titulní píseň Vlny složila a nazpívala Ewa Farna. V jedné scéně filmu zpívá k klubu Waldemar Matuška (hraje ho Theo Jacques) píseň Pojď se mnou, lásko má. Dále je ve filmu použito velké množství dobových písní, např. Přejdi Jordán Heleny Vondráčkové, Nechte zvony znít Marty Kubišové, Za vodou, za horou Hany a Petra Ulrychových či Čerešně Hany Hegerové. Poslech rozhlasového vysílání během okupace je ve filmu podbarven písní Blíž k tobě, Bože můj.

## Ocenění
| Rok  | Festival                                      | Cena                                                                         | Zdroj  |
| ---- | --------------------------------------------- | ---------------------------------------------------------------------------- | ------ |
| 2024 | 58. Mezinárodní filmový festival Karlovy Vary | Divácká cena deníku Právo                                                    | [ 16 ] |
| 2024 | Finále Plzeň                                  | Cena studentské poroty ZČU za nejlepší celovečerní hraný nebo animovaný film | [ 17 ] |
| 2025 | Satellite Awards                              | Nejlepší cizojazyčný film                                                    | [ 18 ] |
| 2025 | 32. Český lev                                 | Nejlepší film (Monika Kristlová)                                             | [ 19 ] |
| 2025 | 32. Český lev                                 | Nejlepší režie (Jiří Mádl)                                                   | [ 20 ] |
| 2025 | 32. Český lev                                 | Nejlepší scénář (Jiří Mádl)                                                  |        |
| 2025 | 32. Český lev                                 | Nejlepší vedlejší herec (Stanislav Majer)                                    |        |
| 2025 | 32. Český lev                                 | Nejlepší vedlejší herečka (Táňa Pauhofová)                                   |        |
| 2025 | 32. Český lev                                 | Nejlepší zvuk (Viktor Ekrt)                                                  |        |
| 2025 | 32. Český lev                                 | Cena filmových fanoušků (Jiří Mádl)                                          |        |